# Anthony Nathan de Rothschild
Anthony Nathan de Rothschild (London, 29. svibnja 1810. – Woolston, 3. siječnja 1876.), britanski baronet od Tring Parka, bankar i poduzetnik iz britanskog ogranka bogate židovske obitelji Rothschild. Bio je nasljedni barun Austrijskog Carstva, a 1847. godine britanska kraljica Viktorija imenovala ga je prvim baronetom od Tring Parka.
Rodio se kao treće od sedmero djece te kao drugi od četvero sinova u obitelji Nathana Mayera Rothschilda (1777. – 1836.) i Hannah Barent Cohen (1783. – 1850.). Studirao je na Sveučilištu u Göttingenu i na Sveučilištu u Strasbourgu, nakon čega je odradio pripravništvo u obiteljskim bankarskim kućama u Parizu i Frankfurtu, da bi potom zauzeo službu u obiteljskoj banci N M Rothschild & Sons u Londonu. Poslije očeve smrti 1836. godine, postao je partner u banci. Upravljanje bankom palo je na Anthonyja, budući da se najstariji brat Lionel (1808. – 1879.) počeo intenzivno baviti politikom, mlađi Nathaniel (1812. – 1870.) se odselio u Francusku i počeo baviti uzgojem i proizvodnjom vina, a najmlađi se brat, Mayer Amschel (1818. – 1874.), nije previše zanimao za bankarski posao.
Godine 1840. oženio je rođakinju Louise Montefiore (1821. – 1910.), kćerku Henriette Rothschild (1791. – 1866.) i Abraham Montefiore, s kojom je imao dvije kćerke:
- Constance (1843. – 1931.)
- Annie Henrietta (1844. – 1926.)

Budući da nije imao muških potomaka, naslov baroneta naslijedio je njegov nećak Nathan Mayer Rothschild (1840. – 1915.), koji ga je spojio s naslovom baruna Rothschilda, koji je dobio 1885. godine.